# 井上義行
井上 義行（いのうえ よしゆき、1963年3月12日 - ）は、日本の政治家。自由民主党所属の参議院議員（2期）。
日本国有鉄道職員時代に人員整理で総理府事務官の吏員（国家公務員一般職）に配置転換になり、その後内閣府事務官として、内閣官房内閣参事官補佐、内閣官房副長官秘書官（額賀福志郎及び安倍晋三副長官）、内閣官房長官秘書官（安倍長官）、内閣総理大臣秘書官（政務担当、安倍総理）などを歴任した。
選挙活動などでは『井上よしゆき』表記を用いる。
安倍晋三元首相の元側近であり、安倍晋三銃撃事件の2日後に投開票された2022年7月の参院選で再選された。しかし、その後世界平和統一家庭連合（旧統一教会）の支援があったことが明らかになり問題視された。選挙期間中は、性的マイノリティへの差別的発言が批判された。

## 来歴
神奈川県小田原市出身（現住所は同市栄町1丁目）。小田原市立千代小学校、小田原市立千代中学校卒業。相洋高等学校は体操部で活動。1981年3月、同校卒業。同年4月、日本国有鉄道に機関士として就職。働きながら、日本大学経済学部通信教育課程を卒業した。
1988年、国鉄分割民営化の人員整理により総理府（2001年に内閣府に改組）で勤務する。
1998年に、額賀福志郎内閣官房副長官の秘書官となる。
2000年7月に、安倍晋三内閣官房副長官の秘書官となる。
2005年10月に、安倍晋三内閣官房長官の秘書官となる。2006年9月に、安倍が内閣総理大臣に就任すると、内閣総理大臣秘書官となる。
2007年9月、内閣総辞職に伴い総理大臣秘書官を退任した。2008年4月、加計学園が運営する千葉科学大学の客員教授に就任。危機管理学部で授業を受け持った。
2009年8月、第45回衆議院議員総選挙で神奈川17区から無所属で立候補し、落選。
2010年8月に、みんなの党神奈川県第17区支部長となる。
2012年、第46回衆議院議員総選挙で神奈川17区からみんなの党公認で立候補し、落選。
2013年7月に、第23回参議院議員通常選挙でみんなの党から比例区候補として立候補し、47,757票で得票数4位、党内最下位で初当選した。
2014年11月にみんなの党が解党した。2015年1月に日本を元気にする会の結党に参加して国会対策委員長となる。
2015年12月7日に、日本を元気にする会へ離党届を提出して受理され、日本を元気にする会は所属議員数が5人を下回り政党要件を喪失した。12月24日に、会派「自由民主党」は井上の入会を参議院事務局に届け出たが比例選出議員のため入党はしなかった。
2016年1月14日、自由民主党の派閥である清和政策研究会（当時は細田派）に客員会員として入会した。
2018年6月20日、自由民主党は2019年執行予定の第25回参議院議員通常選挙の比例代表候補として、井上の公認を内定した。前回の選挙で旧みんなの党の比例区選出で当選した井上は、国会法の規定により現職のまま当選時と異なる政党から立候補はできずに議員辞職を要し、2019年の第198通常国会終盤の6月25日に議員辞職願を提出して同26日の参議院本会議で議員辞職が許可された。旧みんなの党の比例名簿は党の消滅により既に取り下げられており、繰り上げ当選は行われない。第25回参議院議員通常選挙は同年7月21日に執行され、87,946票を獲得するも党内25位で落選した。
2022年7月の第26回参議院議員通常選挙で、自民党は比例代表に特定枠2人を含め計33人の候補者を擁立し、18議席を獲得。井上は11番目の得票数（特定枠を含むと13番目）により、2期目の当選を果たした。

## 政策・主張

### 憲法
- 憲法改正について、2022年のNHK、毎日新聞社のアンケートで「賛成」と回答[20][21]。
- 9条改憲について、2022年の毎日新聞社のアンケートで「改正して、自衛隊の存在を明記すべきだ」と回答[21]。9条への自衛隊の明記について、2022年のNHKのアンケートで「賛成」と回答[20]。
- 憲法を改正し緊急事態条項を設けることについて、2022年のNHKのアンケートで「賛成」と回答[20]。

### 外交・安全保障
- 敵基地攻撃能力を持つことについて、2022年のNHKのアンケートで「賛成」と回答[20]。同年の毎日新聞社のアンケートで「賛成」と回答[21]。
- 普天間基地の辺野古移設について、2022年の毎日新聞社のアンケートで「賛成」と回答[21]。
- 非核三原則についてどう考えるかとの問いに対し、2022年のNHKのアンケートで「維持すべき」と回答[20]。
- ロシアは2022年2月24日、ウクライナへの全面的な軍事侵攻を開始した[22]。日本政府が行ったロシアに対する制裁措置についてどう考えるかとの問いに対し、2022年のNHKのアンケートで「さらに強めるべきだ」と回答[20]。同年の毎日新聞社のアンケートで「制裁をより強めるべきだ」と回答[21]。
- 2022年6月7日、政府は経済財政運営の指針「骨太方針」を閣議決定した。NATO加盟国が国防費の目標としている「GDP比2％以上」が例示され、防衛力を5年以内に抜本的に強化する方針が明記された[23]。「防衛費を今後どうしていくべきだと考えるか」との問いに対し、2022年のNHKのアンケートで「大幅に増やすべき」と回答[20]。
- 徴用工訴訟問題や慰安婦問題などをめぐり日韓の対立が続くなか、関係改善についてどう考えるかとの問いに対し、2022年の毎日新聞社のアンケートで「互いに譲歩すべきだ」と回答[21]。
- 日本による過去の植民地支配と侵略を認めて謝罪した「村山談話」の見直し論議について、2013年の毎日新聞社のアンケートで「見直すべきではない」と回答[24]。
- 従軍慰安婦に対する旧日本軍の関与を認めた「河野談話」の見直し論議について、2013年の毎日新聞社のアンケートで「分からない」と回答[24]。

### ジェンダー
- 選択的夫婦別姓制度の導入について、2022年のNHKのアンケートで「反対」と回答[20]。
- 同性婚を可能とする法改正について、2022年のNHKのアンケートで「反対」と回答[20]。
- クオータ制の導入について、2022年のNHKのアンケートで「どちらかといえば反対」と回答[20]。

### その他
- アベノミクスについて、2022年の毎日新聞社のアンケートで「当面は継続すべきだ」と回答[21]。
- 「原子力発電への依存度を今後どうするべきか」との問題提起に対し、2022年のNHKのアンケートで「今の程度でよい」と回答[20]。
- 国会議員の被選挙権年齢の引き下げについて、2022年の毎日新聞社のアンケートで「反対」と回答[21]。
- 「岸田文雄首相の政権運営をどの程度評価するか」との問いに対し、2022年のNHKのアンケートで「ある程度評価する」と回答[20]。

## 活動

### 秘書官
2000年7月、第2次森内閣の内閣官房副長官に就任した安倍の秘書官に任命され、北朝鮮による日本人拉致問題の情報収集を担当する。直後に拉致問題を所管する外務省から「越権行為」として内閣府に抗議が届いて対応に追われた。
2004年、内閣参事官補佐として、第2次小泉訪朝を前に北朝鮮へ単身で乗り込み拉致被害者の子供の帰国について交渉し、子供の帰国を実現させた。
2005年10月、安倍が内閣官房長官に就任すると、安倍に指名されて内閣官房長官秘書官となる。安倍は「私と国のために情熱を注いでくれる」と評価した。
2006年9月、安倍の内閣総理大臣就任に伴い、内閣総理大臣秘書官となる。第1次安倍内閣が金銭問題で閣僚辞任が相次ぎ1年の短命政権となった原因に、閣僚の「身体検査」の甘さや官僚と安倍の面会を拒み正確な情報が届なかったことが挙げられ、担当する井上に批判が集中した。小泉純一郎の総理秘書官を務めた飯島勲は、「官邸人事の肝は、誰を総理秘書官に据えるかだ」「安倍さんは国鉄からノンキャリア官僚になった井上義行、鳩山さんは通産官僚の佐野忠克を据えて失敗した」と評している。安倍内閣の官房副長官的場順三は「閣僚に片意地張るな、役人と喧嘩はするな」「何かあったら相談してくれ」と忠告したが、一度も相談されることはなかったと語っている。
2007年当時、安倍の潰瘍性大腸炎罹患は知られておらず、井上は批判に対し「安倍さんの病気のことを考えれば、面会は制限せざるを得なかった」と主張している。「官僚出身者は選挙より政策を優先させるため、結果として政権が倒れる場合がある」「官僚出身の秘書官は官僚と政治家の両方から嫉妬される」として、「秘書官は二度とやりたくない」と語っている。

### 参議院議員
2014年2月19日、国の統治機構に関する調査会の質疑で首相公選制と道州制の導入を主張し、同時に会計検査院を国会に置き行政の監視機能を強化するべきと主張した。
3月5日、予算委員会の質疑で憲法改正に言及し、北朝鮮で内乱が発生した際に拉致被害者を救出するために自衛隊を出動可能とするための法整備を行うべきと主張した。また、4月4日の参議院本会議では、敵基地攻撃能力の保有と集団的自衛権の行使容認を主張した。
5月22日、外交防衛委員会で靖国神社問題について質疑し、「どの総理であれ、靖国神社に行くということは当然」とし、靖国神社参拝によって中国との経済関係が悪化するという意見を「全くそれは当たらない」と主張した。また、中国の台頭に対してはアメリカ合衆国・ASEANとの連携を強化するべきと主張した。
2015年4月26日、拉致問題の解決を目指す国民集会に出席。北朝鮮が拉致被害者の再調査に合意したストックホルム合意について、「むしろ北朝鮮を有利にしてしまった」と述べた。
5月11日、決算委員会で大涌谷の噴火について質疑。「立ち入り規制が箱根全体と誤認され風評被害の懸念がある」として、国土交通大臣の太田昭宏に対し規制範囲について正確な情報を発信するように求めた。

## 人物・発言

### 統一教会との関係
- 2022年の第26回参議院議員通常選挙の比例代表をめぐり、元参議院議長の伊達忠一は、2016年の参院選のときと同様、安倍晋三に世界平和統一家庭連合（旧統一教会）の組織票を宮島喜文に回してもらうよう依頼するが、安倍は、今回の選挙は井上に票を割り振ると述べ、拒否した[38][39]。再選の望みが薄いことを悟った宮島は同年4月に公認を辞退し、不出馬を選んだ[40]。

- 2022年6月2日、井上は参院選に向けて、小田原市の小田原お堀端コンベンションホールで「井上よしゆき君を激励する会」を開催[41][42]。当該集会の司会者は冒頭で「参議院議員選挙のなかでご支援をいただくことになった全国の支援団体の皆様に本日はお越しいだいています」と述べたあと、いちばん初めに統一教会の関連団体「世界平和連合」事務総長の魚谷俊輔[注 3]を紹介した。集会には安倍も出席し、応援演説をした[46][43]。

- 2022年6月17日、統一教会は、井上を支援するための集会を千葉県佐倉市の佐倉家庭教会で開催。佐倉市長の西田三十五は公務として集会に出席し、井上が安倍の首席秘書官を務めていた経緯を踏まえ「（当選後は）佐倉市の発展のために力添えを」などと発言した[47]。

- 2022年7月6日、埼玉県のさいたま市文化センターで開催された統一教会の集会「神日本第1地区 責任者出発式」にて「正直に言っちゃっていいんですか？『同性婚反対』だということを。私は普通の政治家と違うんです。だから今、田中会長が言う通り大炎上なのでトレンド入りしました。」と演説した[48][49][50]。
集会では、統一教会の神日本大陸会長の方相逸が「井上先生は、もうすでに食口（シック）になりました、私は大好きになりました」と演説した[49][51][52][53]。「食口」とは韓国語で「家族」を意味し、「信者」を示す教団用語である[51]。井上が「（参院選の）投票用紙2枚目は？」と問いかけると、前述の「神日本第1地区 責任者出発式」参加者は一斉に「井上義行」と返事をした[48][54]。

- 2022年7月7日、取材のため上記のさいたま市文化センターの集会に参加した横田一は岩上安身が主催するメディア「IWJ」に、井上が「信徒」として紹介されたことを報じた[55][56]。同日、井上が合同結婚式に参加して信者になったとの情報を得た岩田明子は、安倍晋三に真偽を確認した。安倍はその質問について事実と認めた上で、「大丈夫だから、その件は」と話したとされる[57]。7月8日、安倍は遊説先の大和西大寺駅前で奈良市在住の男に射殺された[58]。
7月10日に投開票が実施。統一教会から選挙支援を受けた[59]井上は、2019年の選挙から8万票ほど得票を伸ばし、2期目の当選を果たした[18]。

- 2022年7月15日、総務省で行われた当選証書付与式でのマスコミ取材で世界平和統一家庭連合の賛同会員であることを公表[60][61]（のちに事務所を通じ文書でも公表）[62]。井上は「私がご支援いただいたのは世界平和連合。安倍総理の一部分しか映像としてなかったんですけど指導者が集まって世界の平和を祈るという行事でしたから。それについて安倍総理がああいう形で亡くなって、安倍総理が非難を受けているというのは残念だなって思います」と語った[60]。

- Google ストリートビューによると、2022年6月時点において、世界平和統一家庭連合（旧・統一教会） 今治家庭教会の玄関内に山本順三のポスターとともに井上のポスターが貼られていた[63]。

- 2022年7月から8月にかけて、共同通信社は、全国会議員712人を対象に、統一教会との関わりを尋ねるアンケートを実施。8月31日に各議員の回答の全文を公表した。岸田文雄首相は8月8日の自民党臨時役員会で、統一教会をめぐり「政治家の責任で関係をそれぞれ点検し、適正に見直してもらいたい」と述べ、党所属国会議員全員に通達するよう指示[64]しながらも、自身はアンケートに答えることを拒否した[注 4]。井上もアンケートに答えることを拒否した[69][70]。

- 2022年8月31日、所属する自民党が、党の方針として旧統一教会と関係を断つと決めたことを受け、同月30日付で賛同会員を退会したと発表した[71]。

- 2023年1月、井上は朝日新聞の取材で、安倍晋三元首相銃撃事件の容疑者に対して、「私は大根1本で1週間暮らしてきた経験があります。40歳にもなって、親の財産のことで苦しむなんて、甘ったれるなと思います」と発言した[1]。これに対し、ジャーナリストの鈴木エイトから「おまいう（お前が言うな）」と一蹴された[2]ほか、紀藤正樹弁護士からも「いまだにこのレベルとはとても残念。自ら率先して調査すらしようとしない、真実に向き合おうとしない政治家なんですね」と批判された[2]。

井上はこの取材で、事件が「別の勢力によるテロの可能性だって十分にあり得るはずです」とも答え、容疑者の供述については「捜査当局が意図的に都合の良い情報を流している可能性さえあると思っています」と述べている。また、旧統一教会について「選挙中に関わった教団側の人たちは皆優しかったです」「（献金問題や2世問題について）私としてはコメントを差し控えたい」とも述べている。
- 2023年5月、UPF（天宙平和連合）や勝共連合など数多くの旧統一教会関係者が動員参加する新憲法制定議員同盟主催の改憲集会に出席していたとの報道がなされた[72]。

### 同性愛に対する発言
- 2022年6月22日、参院選（7月10日投開票）の出陣式で、「今、私は分岐点だと思っている。今まで2000年培った家族の形が、他の外国からの勢力によって変えられようとしている。同性愛とか色んなことでどんどん可哀想だと言って。では家族ができないで、家庭ができないで、子どもたちは本当に日本に本当に引き継いでいけるのか」と発言した[5][4]。井上の発言は7月4日に報じられ、性的少数者（LGBT）関連の法整備を目指す「LGBT法連合会」は、「家族を作るか、子どもを作るかで優劣をつけるのは極めて優生思想的」「同性愛者や、様々な理由で子どものいない世帯を少子化のスケープゴートにしているとも受け取られかねない」とし、「あまりに短絡的で、差別的だ」と批判した[5][4]。また、選挙期間中の発言であることに対し、「同性愛や核家族の話を出して票が取れると思っているのであれば憤りを感じるし、当事者を大きく傷つけることになる」と述べている[4]。
- 2022年7月6日、さいたま市で開かれた統一教会の集会で「正直に言っちゃっていいんですか？『同性婚反対』だということを。私は普通の政治家と違うんです。だから私は同性婚には反対ということを信念を持って言い続けます」と述べた[73]。選挙期間中、性的マイノリティの人々への差別的発言が問題視された井上は、取材に対し「子育て家庭を守る」といった自身の政策に賛同を得られることから、世界平和統一家庭連合の「賛同会員」になっていると答えている[3][73]。

## 略歴
- 1988年、総理府移籍
- 1992年、官邸整備用地専門職
- 1996年、内閣第一係長
- 1998年、内閣官房副長官秘書官
- 2005年10月、内閣官房長官秘書官
- 2006年9月、内閣総理大臣秘書官（政務担当）
- 2007年9月、安倍晋三衆議院議員私設秘書[74]
- 2008年4月、千葉科学大学客員教授
- 2009年8月、第45回衆議院議員総選挙落選
- 2010年8月、みんなの党神奈川県第17区支部長
- 2012年12月、第46回衆議院議員総選挙落選
- 2013年7月、第23回参議院議員通常選挙当選
- 2015年1月、日本を元気にする会国会対策委員長
- 2015年12月、日本を元気にする会に離党届を提出
- 2019年7月、第25回参議院議員通常選挙落選
- 2022年7月、第26回参議院議員通常選挙当選

## 所属団体・議員連盟
- 日本会議国会議員懇談会[75]

## 支援団体
- 世界平和統一家庭連合[59]